# 葫蘆墩圳
24°16′38″N 120°45′57″E / 24.27722°N 120.76583°E
葫蘆墩圳，又稱貓霧捒圳，是臺灣清領時期的重要水利工程，位於臺中市豐原區，包括上埤、下埤與下溪洲三個獨立水圳，是豐原地區重要的灌溉水源，台灣中部最老的灌溉水圳之一，為清代以來臺中地區農業生產命脈，也是台中盆地河川的主要源頭。

## 歷史
康熙年間漢人治臺，大陸移民漸至邊緣從事墾荒，由於開墾需要水源，在當時岸裡社（今神岡）並無水利灌溉設施，五穀難育。1723年（雍正元年），下埤圳由岸裡社通事張達京採「割地換水」方式獨資興建，圳水八份歸私用，二份歸熟蕃灌溉，以漢八平埔二的比例分水。
1733年（雍正十年），岸裡社第三代總土官潘敦仔欲鑿圳卻無資力，於是求助於張達京。張達京採「割地換水」方式合資興建。所謂「割地換水」意即「地權換水權」之意，張達京與潘敦氏立下字據，洽請6館業戶共同訂立割地換水墾約，即潘敦氏願將祖先傳來之土地劃界分讓抵付鑿圳之工銀，而業戶張振萬氏（張達京假擬之人因身居官職不便用真名）願投私財興公開圳，將蕃有草埔地（今之臺中市神岡區、潭子區各少部分及大雅區、北屯區、西屯區、西區、北區等）業權，割讓6館業戶（張振萬、陳周文、秦登鑑、廖朝孔、江又金、姚德心）開墾，而6館業戶出資開鑿埤圳，由朴子籬口（今之朴子口，今石岡水壩西南處一帶）築埤引大甲溪水供給灌溉。其造成之圳及今豐原圳延長有四十餘里，出資六千六百兩大銀，該工程至1734年（雍正11年）竣工，此為上埤。水圳完工後，漢田得水14分之12，蕃田得水14分之2比例分水。
後來張達京又從閩粵招募來眾多的漢人佃農，耕種由巴宰族那裡取得的土地，他自己則每年向佃戶收取租穀。張達京藉由土地的收穫取得財富後，又進一步投資水圳事業，再用水權迫使巴宰族人釋出更多的土地，造成巴宰族族人大量流失土地，而後遷居內山。
下溪洲圳則於1823年（道光3年）由陳天來等五人（稱「陳五協」）共同出資1,600兩銀興建，灌溉農田的面積200甲。
清末，上埤、下埤及下溪洲圳主權悉歸阿罩霧林烈堂等八人之所有；台灣日治時期的1902年（明治35年），此上埤、下埤、下溪洲圳三圳合併稱為葫蘆墩圳，成立公共埤圳組合，以日幣26,929.77圓收買歸公，同年並將葫蘆墩圳、八寶圳、王田圳三埤圳主權歸屬公有成立組合，亦為國內水利自治團體之啟端。1923年（大正12年），日本人從樸仔籬口（今石岡大橋）引入大甲溪溪水，成為南幹線，並合上埤、下埤、下溪洲圳三圳，開鑿隧道接通舊圳路，1924年完工。1923年命併該三埤圳組，設立統一機構，命名為「豐原水利組合」，1939年改稱「豐榮水利組合」，並設置「豐榮水利之碑」，碑文記載葫蘆墩圳開設始末，為當時水利工程開發的歷史見證。
1977年（民國六十六年）石岡水壩完工，將葫蘆墩圳的灌溉圳路重新調整，於食水嵙溪新建新的取水口，舊入水口功成身退，於2004年（民國93年）登錄為歷史建築保存，葫蘆墩圳改道經南幹渠道合八寶圳，由石岡壩統一引水。1999年921大地震後，石岡壩嚴重毀損，影響「南渠幹道」取水，葫蘆墩圳的取水口也塌陷，所以緊急修復舊進水口應急。

## 設施
| 設施                     | 年代   | 位置                                                        | 坐標                                            | 備註                                                           |
| ------------------------ | ------ | ----------------------------------------------------------- | ----------------------------------------------- | -------------------------------------------------------------- |
| 豐榮水利碑、清治舊進水口 | 1723年 | 埤頭，臺中市豐原區萬順二街盡頭                              | 24°16′41″N 120°45′40″E / 24.27806°N 120.76111°E | 已無引水功能                                                   |
| 葫蘆墩圳日治時期舊進水口 | 1939年 | 臺中市豐原區，舊山線大甲溪鐵橋旁                            | 24°16′45″N 120°44′41″E / 24.27917°N 120.74472°E | 921大地震後修復，目前作為備用取水口                            |
| 葫蘆墩圳南幹渠進水口     | 1977年 | 米粉寮，位於石岡水壩附近，鄰近豐勢橋（石岡橋）與臺3線輝光橋 | 24°16′38″N 120°45′57″E / 24.27722°N 120.76583°E | 主要由石岡壩引水，並由食水嵙溪引水，水源主要由八寶圳上游段提供 |

## 系統
- 葫蘆墩圳本圳→西汴→南門支線→港尾仔溪→筏仔溪
- 葫蘆墩圳本圳→東汴→北屯支線→二分埔支線→柳川
- 葫蘆墩圳本圳→東汴→北屯支線→北屯圳（水搶汴分線）→東勢仔圳→綠川
- 葫蘆墩圳本圳→東汴→北屯支線→三分埔支線→梅川
- 葫蘆墩圳本圳→東汴→四張犁支線→石碑分線→石碑溪
- 葫蘆墩圳本圳→東汴→四張犁支線→七張犁分線→石碑溪
- 葫蘆墩圳本圳→東汴→四張犁支線→大埔厝圳→港尾仔溪→筏仔溪
- 葫蘆墩圳本圳→東汴→四張犁支線→四張犁分線→麻園頭溪
- 葫蘆墩圳本圳→軟埤溪→大甲溪
- 葫蘆墩圳本圳→軟埤溪→下埤幹線→橫山支線→塔連溝→東門支線→大雅排水→筏仔溪
- 葫蘆墩圳本圳→軟埤溪→下埤幹線→中央支線→十三寮排水

## 主要河川源頭
| 河川   | 上游水源                         | 位置                                                             |
| ------ | -------------------------------- | ---------------------------------------------------------------- |
| 柳川   | 葫蘆墩圳系統的北屯支線圳道       | 臺中市豐原區豐田南端                                             |
| 梅川   | 葫蘆墩圳系統的三分埔分線圳道     | 臺中市潭子區頭家（頭家厝）                                       |
| 土庫溪 | 葫蘆墩圳系統的牛稠分線（龍圳溝） | 臺中市潭子區栗林里祥和新莊社區東南側之四張犂支線與牛稠分線分流處 |
| 筏子溪 | 葫蘆墩圳系統的五汴分流           | 臺中市神岡區岸裡里西北角的「五汴」                               |

## 外部連結
- 臺中農田水利會 （页面存档备份，存于）（繁體中文）
- 葫蘆墩圳上埤- Google 地圖（繁體中文）
- 豐原水圳- Google 地圖 （页面存档备份，存于）（繁體中文）